# Antenne de musée

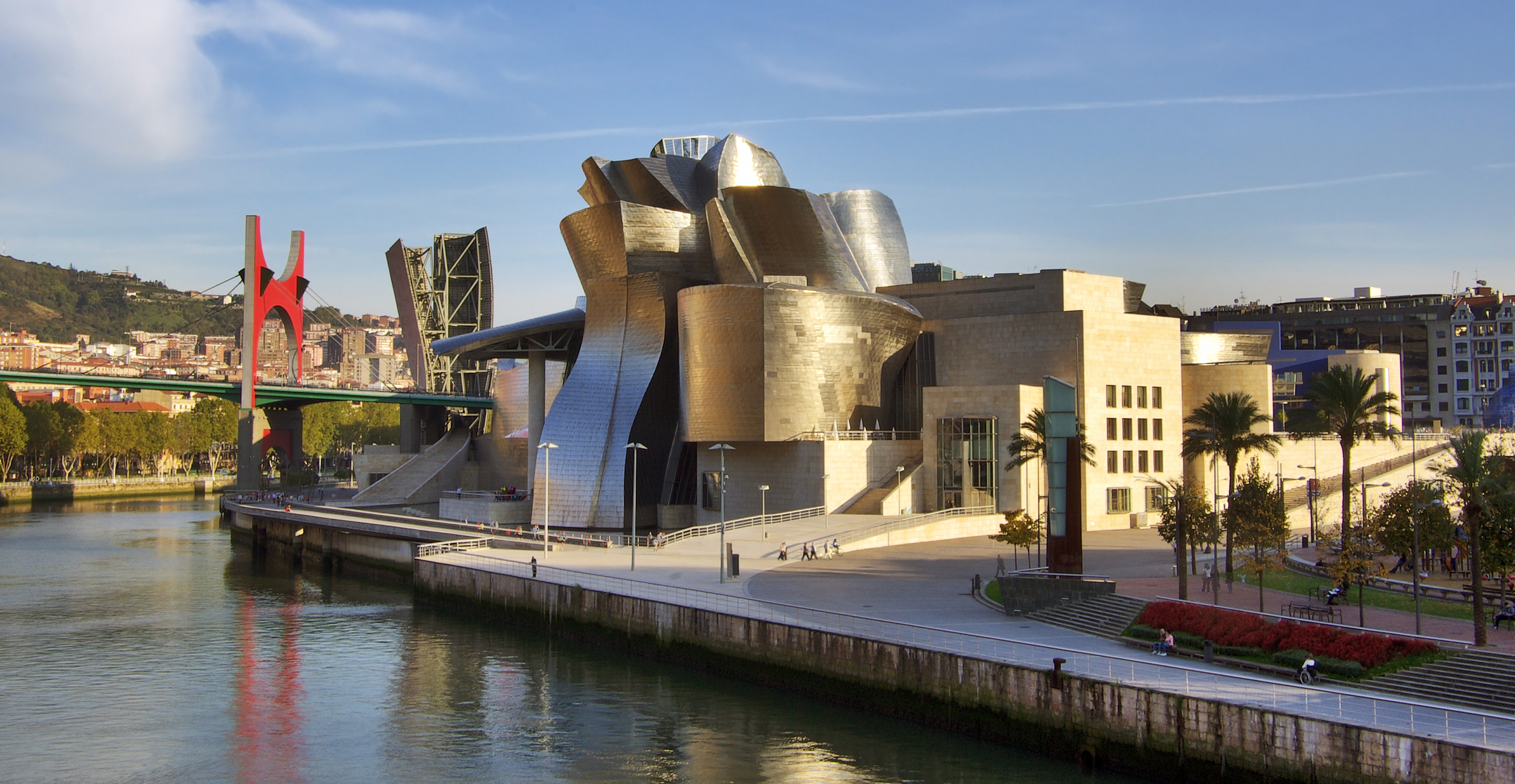
Musée Guggenheim de Bilbao (Espagne).

Une antenne de musée est un terme désignant la délocalisation de musées par la création d'annexes sur d'autres sites. Initié dans les années 1970, ce mouvement s'est accéléré dans les années 1980 avec Guggenheim. 

## Contexte
Ce mouvement se place dans la démarche de mondialisation de l'art, de l'existence de flux mondiaux, autour des biennales, des foires d'art, et de l'intérêt grandissant des pays émergents pour l'art. Cela amène les pays occidentaux à se rapprocher des pays émergents à ce propos. Les musées participent de cette tendance. 

## Enjeux locaux économique et culturel
Les musées, notamment les plus connus, sont convoités pour développer des antennes à l’extérieur de leur enceinte et augmenter l'attractivité de certaines villes. Ce fut le cas de Bilbao, Lens ou encore Metz avec l'arrivée du Centre Pompidou. L'arrivée d'une enseigne connue doit amener plus de fréquentation touristique, de dynamisme économique, donc d'un sursaut pour des villes en perte de vitesse. Après la construction d'autoroutes, de lignes TGV, de centres d'affaires, de zones d'activités, d'aéroports, les incitations fiscales, la rénovation des villes, les facilitations économiques, les musées sont un nouvel outil de développement économique des villes à l'instar du Musée des Confluences à Lyon, de la Cité du Vin à Bordeaux ou du MUCEM de Marseille.
Installer l'antenne d'un musée connu peut aussi renforcer la dimension culturelle de villes peu pourvues dans ce domaine. Il s'agit par exemple d'Abou Dabi avec le Louvre. Si le nom des nouvelles structures se référent à celui de l'institution d'origine, le but n'est pas de faire une copie, mais de créer une nouvelle institution, avec pour ambition de se créer une identité propre.

## Liste des principaux musées et leurs antennes
- Guggenheim : New York (1959), Venise (1980), Bilbao (1997), Abu Dhabi (2017)
- Le Louvre : Paris, Lens, Abu Dhabi
- Centre Pompidou : Paris (1977), Metz (2010), Malaga (2015), Bruxelles (2018).
- L'Ermitage : Saint-Pétersbourg, Amsterdam (2004), Barcelone, Kazan (2005), Ferrara (2007), Vyborg (2010), Venise. D'autres antennes doivent voir le jour : Yekaterinbourg, Omsk, Moscou, Vladivostok.
- Musée Tussaud : Londres (1835), Amsterdam (1970) Las Vegas (1999), Hong Kong (2000), Washington (2007), Berlin (2008), Hollywood (2009), Shanghai (2010), Bangkok (2010), Vienne (2011), Blackpool (Grande-Bretagne, 2011), Sydney (2012), Wuhan (2013), Tokyo (2013), Pékin (2014), Prague (2014), Singapour (2014), San Francisco (2014), Orlando (2015), Nashville (2017), New Dehli (2017) - Chongqing (Chine), Istanbul
- Tate : Britain (Londres, 1897), Liverpool (1988), St Ives (GB, 1993), Modern (Londres, 2000)

## Motivations et outils d'influence
En ayant la possibilité de s'étendre sur d'autres sites, les musées peuvent exposer plus d’œuvres. Les musées peuvent partager plus largement leurs collections avec le public, faire tourner plus d'expositions également.[réf. nécessaire]

### «Puissance douce»

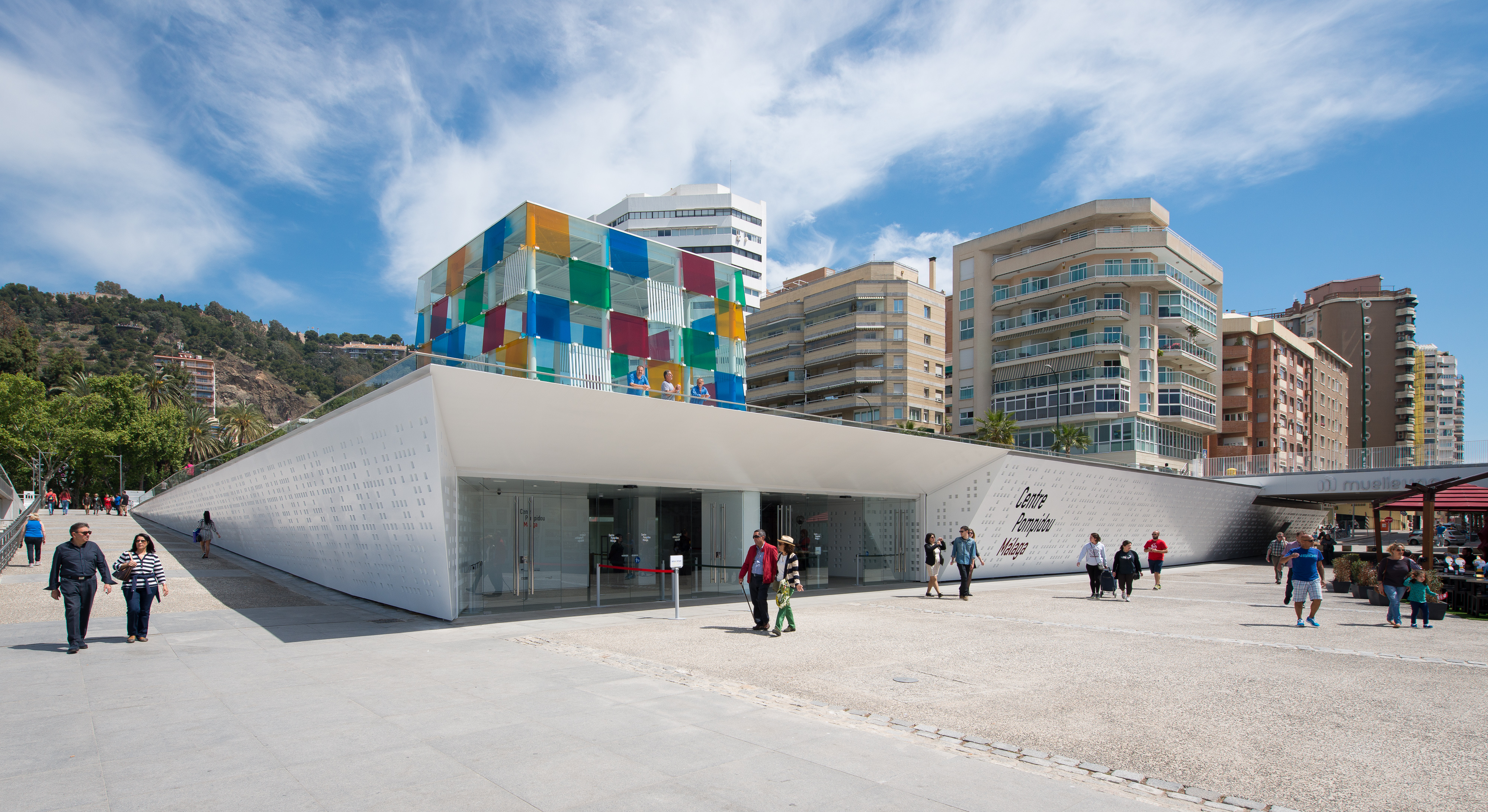
Centre Pompidou de Malaga.

Le nom des musées réputés, dupliqués dans d'autres pays, d'autres villes, gagne en réputation. Les extensions peuvent apporter plus de public aux musées d'origine. L'enjeu est aussi, pour le pays d'origine, de cultiver son image et son tourisme. Une extension de musée est un formidable outil de promotion. Pour la France, l'enjeu est celui du rayonnement culturel dans le monde et de la diplomatie culturelle.

### Marque et moyens financiers: global marketing
Pour le Guggenheim plus que d'autres, la création d'antennes dans d'autres villes est d'abord une stratégie de marque. Guggenheim reçoit des moyens financiers à vendre son nom pour la création de franchises. Dans tous les cas, il s'agit pour les institutions de récolter plus de moyens pour poursuivre voire étendre leurs activités.[réf. nécessaire]

### Coopération
Dans le cas du Louvre, son ouverture à Abu Dhabi rentre dans le cadre de coopérations croisées entre les Émirats arabes unis et la France. Le château de Fontainebleau a ainsi fait l'objet d'une restauration grâce à un mécénat en provenance d'Abu Dhabi.

## Critiques

### Abandons et fermetures d'antennes
Les projets d'antenne ne se réalisent pas systématiquement, comme pour plusieurs projets de Musée Guggenheim, à Helsinki par exemple. Parmi les projets abandonnés se trouve notamment les annexes du Guggenheim de Taichung à Taiwan (abandonné en 2007 pour protester contre l'hégémonie américaine), d'Helsinki (rejeté en décembre 2016) et de Vilnius (en 2010, avec le Musée de l'Ermitage de Saint-Pétersbourg).
À l'inverse, certaines antennes de musées sont fermées après quelques années d'activités. Ce fut le cas, notamment, du musée de Las Vegas ouvert, entre 2001 et 2008, par un partenariat entre l'Ermitage et le Guggenheim. Les musées Guggenheim de Guadalajara, ouvert en 2007, et de Berlin, ouvert en 1997, ont également fermé en 2009 et 2013 respectivement.

### Effets sociaux
Avec la création du Musée Guggenheim de Bilbao, des critiques se sont élevés contre ce qui était perçu comme de l'élitisme amenant à une exclusion sociale, à une « gentrification ».

### Mondialisation de l'art: marchandisation et consommation
En se dupliquant dans plusieurs pays, les musées peuvent devenir des chaînes, comme les chaînes de restaurants, d'hôtels, de magasins. Dans chaque ville ou pays, les mêmes noms de musées sont présents et les œuvres déplacées. Il en devient ainsi des musées Tussaud, à la force du nombre de ses structures. Et comme pour tout commerce, les ouvertures et fermetures se font au gré de la demande des consommateurs, au gré des opportunités économiques. L'œuvre d'art devient une marchandise comme une autre, qui appelle un tourisme, une consommation, comme tout autre bien.[réf. nécessaire]

## Sources